# کوه شاه‌داغ
کوه شاه‌داغ (به ترکی آذربایجانی: Şahdağ)، کوهی در قفقاز بزرگ از رشته کوه قفقاز است که در جمهوری آذربایجان واقع شده است. بلندای قله ۴٬۲۴۳ متر (۱۳٬۹۲۱ فوت) بوده و دمای هوا به‌طور میانگین ۲۰-درجه می باشد. خانه‌های درون غار باستانی در پایه کوه کشف شده است که نشان‌دهنده سکونت بیش از ۹۰۰۰ سال در این ناحیه است.